# Rhyacophila orghidani
Rhyacophila orghidani là một loài Trichoptera trong họ Rhyacophilidae. Chúng phân bố ở miền Cổ bắc.